# Сенница Амариллис
Сенница Амариллис (лат. Coenonympha amaryllis) — вид дневных бабочек из семейства Бархатницы.

## Этимология латинского названия
Амариллис (римская поэзия) — возлюбленная пастухов в поэзии Феокрита и Вергилия.

## Описание
Половой диморфизм выражен слабо. Длина переднего крыла 15 — 20 мм. Крылья сверху имеют охристый окрас. На нижней стороне крыльев имеется 6 глазчатых пятен на задних крыльях и три-пять — на передних крыльях.

## Ареал и местообитание
Ареал вида простирается от Южного Урала по степной и лесостепной зонам Южной Сибири и Казахстана до Верхнего Приамурья, Приморья, Китая, на север — до бассейна Колымы. Вид распространен в полосе лесостепей и северных степей.
Бабочки населяют каменистые степи, остепненные луговины в лесостепи. В горах вид поднимается на высоты до 1500 м над у.м.

## Биология
Развивается в одном поколении за год. Время лёта с середины июня по середину июля. Бабочки летают у злаковых консорций, присаживаются на камни. Кормовое растение гусениц — мятлик. Гусеница зеленого цвета, с белой полоской вдоль спины и двумя темными линиями в светлом обрамлении на каждом боку. Зимующая стадия — гусеница.